# Боље ти
Боље ти је четврти студијски, а пети укупно албум горњомилановачке рок-групе Бјесови (не бројећи видео-албум „31.5.2003.“). Ово је први албум коју су Бјесови издали за ПГП-РТС. Албум садржи CD са девет песама и DVD са десет видео-спотовима за њих (за насловну песму имају два спота).

## Списак песама на компакт диску
1. Ако те неко зна - 2:47
2. Бесан пас - 2:06
3. Кад се руке моје везане раздвоје - 3:56
4. Истина - 3:18
5. Ко те виде, тај се сећа - 4:11
6. Издаја - 3:56
7. Хвала што постојиш - 3:49
8. Лаку ноћ - 5:10
9. Боље Ти - 4:40

## Чланови групе
- Зоран Маринковић - Маринко: глас
- Слободан Вуковић - Били: гитара
- Драган Арсић Тилт: гитара
- Марко Марковић: бас гитара
- Мирослав Марјановић - Микак: бубњеви

## Остало
- Режија спотова, дизајн омота, фотографије чланова бенда и фотографије у унутрашњости омота: Зоран Маринковић
- Фотографија на насловној страни и фотографија публике: Александар Милетић
- Снимљено у студију Чешњак у Крагујевцу
- Сниматељ: Саша Вујић Вуја
- Миксовано у студију Jazztronic
- Продуцент: Момир Цветковић
- Постпродукција: Иван Илић и Момир Цветковић
- Редослед песама на компакт диску: Бобан Угарчина